# Al-Idrizi
Al-Idrizi (tudi al-Idrisi, pravo ime Abu 'Abd Alah Mohamed Ibn Mohamed Ibn 'Abd Alah Ibn Idris al-Hamudi al-Hasani (imenovan Aš-Šarif (eš-Šerif), arabsko أبو عبد الله محمد الإدريسي, latinizirano Dreses), arabski geograf, kartograf, popotnik in botanik, * 1100, Sabtah (sedaj Ceuta, španska enklava v Maroku), † 1165 ali 1166, Sicilija ali Sabtah.

## Življenje in delo
Al-Idrizi je študiral na Univerzi v Kordobi. Prepotoval je večino Evrope in Bližnjega vzhoda. Zbiral je opise Afrike, Azije in Evrope na osnovi svojih potovanj in arabskih del. Več let je služboval pri kralju Sicilije Rogeriju II.
Za sicilijanskega kralja Rogerija II. je izdelal zemljevid sveta Tabula Rogeriana, globus Zemlje in obsežen vodnik za popotnike. Zemljevid je vrezan v srebrno ploščo. Na njem je narisan celo morebiten izvir Nila, ki ne odstopa veliko od dejanskega. Njegova Rogerijeva knjiga (Kitab Rudjar, kakor jo je sam imenoval, oziroma Zabava za tiste, ki bi radi obšli svet (Nužat al-Mušatak fi iktirak al-afak), kot jo je imenoval Rogerij)) iz leta 1154 je najboljše delo o geografiji sveta, kot je bil znan v tistem času.
Razširjena izdaja je izšla leta 1161 z nenavadnim naslovom Vrtovi človeštva in zabava za dušo. Vse njene kopije in prepisi pa so se izgubili. Skrajšana različica te izdaje z naslovom Vrtovi veselja, po navadi pa imenovana Mali Idrizi, je izšla leta 1192. Knjiga ni popoln zgodovinski vir, saj se je al-Idrizi, kakor je bilo tedaj in nekaj stoletij v navadi, skliceval na druge vire. Ko je, na primer, pisal o Poljski, jo je pravzaprav zamenjal s sodobno Češko, saj je pisal o »deželi obdani z gorami«.